# Маркос Роберто Сілвейра Реїс
Маркос Роберто Сілвейра Реїс (порт. Marcos Roberto Silveira Reis, нар. 4 серпня 1973, Орієнті) — колишній бразильський футболіст, воротар.

## Клубна кар'єра
У дорослому футболі дебютував 1992 року виступами за «Палмейрас», кольори якого і захищав протягом усієї своєї кар'єри гравця, що тривала двадцять один рік. Більшість часу, проведеного у складі «Палмейраса», був основним голкіпером команди. За цей час виборов титул володаря Кубка Лібертадорес.
4 січня 2012 року у віці 38 років Маркос оголосив про завершення кар'єри футболіста.

## Виступи за збірну
13 листопада 1999 року дебютував в офіційних матчах у складі національної збірної Бразилії в товариській грі проти збірної Іспанії.
У складі збірної був учасником розіграшу Кубка Конфедерацій 1999 року у Мексиці, де разом з командою здобув «срібло», розіграшу Кубка Америки 1999 року у Парагваї, здобувши того року титул континентального чемпіона, розіграшу Кубка Америки 2001 року у Колумбії, чемпіонату світу 2002 року в Японії і Південній Кореї, відстоявши у всіх семи матчах і здобувши того року титул чемпіона світу та розіграшу Кубка Конфедерацій 2005 року у Німеччині, здобувши того року титул переможця турніру,
Протягом кар'єри у національній команді, яка тривала 7 років, провів у формі головної команди країни 29 матчів.

## Титули і досягнення
- Чемпіон Південної Америки (U-20): 1992
- Чемпіон Бразилії (2):

«Палмейрас»: 1993, 1994
- Переможець Ліги Пауліста (4):

«Палмейрас»: 1993, 1994, 1996, 2008
- Володар Кубка Бразилії (1):

«Палмейрас»: 1998
- Володар Кубка чемпіонів Бразилії (1):

«Палмейрас»: 2000
- Володар Кубка Лібертадорес (1):

«Палмейрас»: 1999
- Володар Кубка Америки (1):

Бразилія: 1999
- Чемпіон світу (1):

Бразилія: 2002
- Володар Кубка Конфедерацій (1):

Бразилія: 2005